# RUAG
RUAG, officiellement RUAG Holding AG (sigle allemand : RüstungsUnternehmen-AktienGesellschaft, en français : « société anonyme d'entreprise d'armement ») est une entreprise internationale active dans les domaines de l'aérospatial et de la défense, fondée le 1er janvier 1999.
Son unique actionnaire est la Confédération suisse.

## Historique

### Origine et premières années
Après la fin de la guerre froide, les entreprises d'armement suisses ont été confrontées à la diminution des commandes de l'armée suisse qui avait considérablement réduit ses dépenses militaires, qui représentaient initialement 86 % des ventes. Cette baisse avait entrainé une restructuration des quatre anciennes entreprises d'État : SE Schweizerische Elektronikunternehmung AG, SF Schweizerische Unternehmung für Flugzeuge und Systeme AG, SM Schweizerische Munitionsunternehmung AG et SW Schweizerische Unternehmung für Waffensysteme AG.
Dans les années 1990, le gouvernement suisse a décidé que les entreprises militaires du pays devaient être restructurées, ce qui a conduit à l'adoption de la loi fédérale sur les entreprises fédérales d'armement en 1997. Conformément à cette loi, une nouvelle entité, appelée RUAG Suisse SA, a été créée afin de regrouper les quatre sociétés et de les restructurer en profondeur. RUAG a officiellement commencé ses activités le 1er janvier 1999.
Reconnaissant sa dépendance excessive vis-à-vis de l'armée suisse, la société RUAG a adopté une stratégie de diversification à long terme, en étendant progressivement ses activités dans le secteur civil, tant en Suisse que sur le marché mondial. De nombreuses acquisitions ont eu lieu, souvent ciblées dans des domaines spécifiques, tels que la maintenance, la réparation et la révision (MRO) d'avions et d'hélicoptères, les systèmes de commandement, d'information et de communication, les systèmes de simulation et de formation, et les munitions de petit calibre.
Des résultats positifs ont rapidement été obtenus. En 2000, la division aérospatiale de RUAG a enregistré une croissance de 39 % des ventes sur les marchés tiers, qui ont été générées par divers programmes des constructeurs d'avions, dont Airbus, Boeing ou Pilatus. Parmi les autres activités : les services de maintenance et de réparation des avions de chasse Northrop F-5 étrangers, les travaux de réparation des missiles AIM-9 Sidewinder pour l'USAF et la production de carénages de charge utile pour le lanceur américain Atlas V. La division Systèmes terrestres de RUAG a réalisé l'assemblage de composants pour les machines de moulage par injection utilisées dans la production de disques compacts. Fin 2001, RUAG a atteint un tournant, enregistrant une croissance globale de 8 % pour cette année, malgré un déclin dans le secteur de la défense nationale suisse. Ces gains ont été réalisés sur le marché international, en particulier dans le secteur civil.
RUAG a subi l'impact négatif de la crise économique mondiale des années 2007-2012, et a fait état rapidement d'une baisse des commandes du secteur civil, notamment pour les aérostructures et les services de Maintenance, Réparation et Révision, ainsi que de ses intérêts dans l'automobile et les semi-conducteurs. Le bénéfice a baissé de 160 millions de francs suisses, ce qui a entraîné des résultats négatifs avant intérêts et impôts de 113 millions de francs suisses - le premier déficit enregistré dans l'histoire de RUAG.
En 2008, le groupe a racheté la société Space au groupe suédois SAAB pour un montant de 335 millions de couronnes suédoises, soit 57,3 millions de francs suisses. Il s'est ensuivi le rachat d'Austrian Aerospace (en 2008), puis d'Oerlikon Space AG en 2009, ce qui a profondément remodelé la division aerospace et grandement augmenté ses effectifs.

### Depuis 2010
En 2010, la division aviation de RUAG comprenait trois domaines principaux : la maintenance, la réparation et la révision des avions militaires, l'aviation d'affaires et les avions de mission spéciale ; parmi ceux-ci, l'aviation d'affaires a subi un important ralentissement à la suite de la crise amorcée en 2008. La société s'est efforcée de renforcer ses activités d'aviation d'affaires, en se concentrant sur la fourniture de services de maintenance, de réparation et de révision aux utilisateurs finaux. En 2019, RUAG a décidé de vendre ses installations d'aviation d'affaires de Genève et de Lugano à Dassault Aviation.
RUAG a progressivement élargi la gamme des avions militaires pour lesquels elle fournit des services MRO. En 2012, elle a été en concurrence avec EADS pour fournir des services de soutien à l'armée allemande. En 2014, la société s'est associée à la société finlandaise Patria pour offrir ses services aux opérateurs de F/A-18 Hornet de McDonnell Douglas dans le monde entier. Dans les années 2010, RUAG a procédé à une modernisation majeure de la flotte d'hélicoptères Airbus Helicopters AS332 Super Puma de les forces aériennes suisses.
Au cours des années 2010, RUAG Aerostructures est devenu un fournisseur important de sections de fuselage, d'ailes, de volets et d'autres éléments pour les avions civils et militaires,. L’entreprise est un fournisseur important du géant de l'aérospatiale Airbus, ayant livré plus de 9 000 sections de fuselage de la famille Airbus A320 en janvier 2020. Le 19 décembre 2019, les deux sociétés ont conclu un accord de six ans pour que RUAG fabrique la section centrale du fuselage, le plancher et les coques latérales de l'A320 à raison de 60 sections par mois dans ses usines d'Oberpfaffenhofen (Allemagne), d'Eger (Hongrie) et d'Emmen (Suisse). Outre son travail pour Airbus, les autres clients de RUAG Aerostructures comprennent Boeing, Bombardier Aviation, Dassault Aviation, GE Aviation, Pilatus Aircraft et Saab AB.

### Controverse en 2023 et 2025
Brigitte Beck, directrice de Ruag depuis moins d'un an démissionne après une polémique sur les exportations d'armes,.
En 2025, le Contrôle fédéral des finances publie trois audits sur la gestion de Ruag MRO, relevant des soupçons de fraudes, des risques d'abus, ainsi qu'un manque de transparence et de continuité. Au moins un ancien cadre aurait détourné du matériel de l'armée ; le dommage financier s'élève à plusieurs dizaines de millions de francs.

### Séparation des activités suisses et internationales
Le Conseil fédéral approuve le 15 mars 2019 la scission du groupe en deux entreprises distinctes. MRO CH, qui travaillera uniquement pour l’armée suisse (environ 2 500 collaborateurs, sites de production en Suisse), et RUAG International, composée des autres secteurs d’activité (environ 6 500 collaborateurs, dont deux tiers à l’étranger), sera orientée vers l’international.
Faisant le constat de l'absence de base légale pour détenir une participation dans un groupe technologique et de l'absence d'intérêt public, le Conseil fédéral prévoit à terme de privatiser ou vendre RUAG International.

## Divisions
- Beyond Gravity (anciennement RUAG Space) : équipementier dans le domaine du spatial, production des coiffes pour les fusées Ariane[22].
- RUAG Aviation : Fournisseur pour la maintenance d'avions civils et militaires.
- RUAG Aerostructures : Développement de technologies métallurgiques et environnementales, ainsi que des structures d'aéronef.
- RUAG Ammotec : Munitions de petit calibre et jusqu'à 12,7 mm (cédée en 2022 au groupe italien Beretta)[23].
- RUAG Defence : Partenaire stratégique de l'armée suisse.

## Réalisations
- Kodiak (char)
- RUAG Cobra
- RUAG Ranger UAV (ADS 95)
- KZD-85